# Молина Атерно
Молѝна Атѐрно (на италиански: Molina Aterno) е село и община в Южна Италия, провинция Акуила, регион Абруцо. Разположено е на 512 m надморска височина. Населението на общината е 414 души (към 2010 г.).